# Вотертаун (Массачусетс)
Вотертаун (англ. Watertown) — місто (англ. city) в США, в окрузі Міддлсекс штату Массачусетс. Населення — 35 329 осіб (2020).

## Географія
Вотертаун розташований за координатами 42°22′10″ пн. ш. 71°10′41″ зх. д. / 42.36944° пн. ш. 71.17806° зх. д. (42.369451, -71.177925).  За даними Бюро перепису населення США в 2010 році місто мало площу 10,66 км², з яких 10,34 км² — суходіл та 0,32 км² — водойми.

## Демографія
Згідно з переписом 2010 року, у місті мешкало 31 915 осіб у 14 709 домогосподарствах у складі 7412 родин. Густота населення становила 2994 особи/км².  Було 15584 помешкання (1462/км²).
Расовий склад населення:
| - 84,9 % — білих - 7,2 % — азіатів - 3,0 % — чорних або афроамериканців - 0,1 % — корінних американців - 2,1 % — осіб інших рас |

До двох чи більше рас належало 2,7 %. Частка іспаномовних становила 5,3 % від усіх жителів.
За віковим діапазоном населення розподілялося таким чином: 15,5 % — особи молодші 18 років, 69,5 % — особи у віці 18—64 років, 15,0 % — особи у віці 65 років та старші. Медіана віку мешканця становила 38,3 року. На 100 осіб жіночої статі у місті припадало 88,2 чоловіків;  на 100 жінок у віці від 18 років та старших — 85,3 чоловіків також старших 18 років.
Середній дохід на одне домашнє господарство  становив 105 413 долари США (медіана — 87 409), а середній дохід на одну сім'ю — 124 394 долари (медіана — 105 714). Медіана доходів становила 66 287 доларів для чоловіків та 55 717 доларів для жінок. За межею бідності перебувало 8,5 % осіб, у тому числі 10,6 % дітей у віці до 18 років та 9,2 % осіб у віці 65 років та старших.
Цивільне працевлаштоване населення становило 20 027 осіб. Основні галузі зайнятості: освіта, охорона здоров'я та соціальна допомога — 31,1 %, науковці, спеціалісти, менеджери — 19,2 %, фінанси, страхування та нерухомість — 8,7 %, роздрібна торгівля — 8,5 %.